# 뉴 에디션
뉴 에디션(New Edition)은 미국 보스턴 출신의 R&B 음악 그룹이다.